# 糸田站

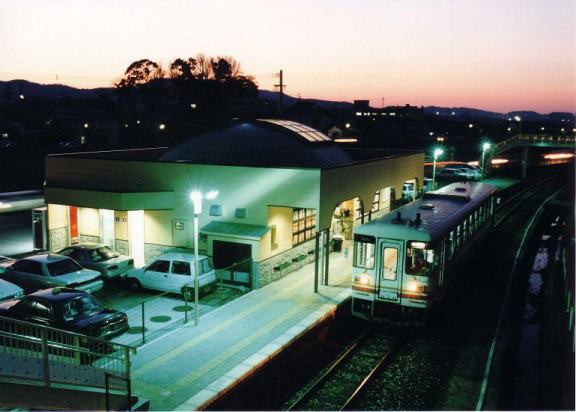
站內

糸田站（日语：／ Itoda eki */?）是位於福岡縣田川郡糸田町大字糸田3721番4號，平成筑豐鐵道的糸田線車站。車站編號為HC53。

## 歷史
- 1897年（明治30年）10月20日 - 豐川鐵道後藤寺站（現時為田川後藤寺站）至豐國站（現已廢止）之間開通，此站啟用。當時車站名為宮床站（日语：／）。
- 1901年（明治34年）9月3日 - 豐州鐵道合併至九州鐵道（第一代）。
- 1907年（明治40年）6月1日 - 九州鐵道（第一代）被國有化，成為帝國鐵道廳車站[1][2]。
- 1929年（昭和4年）2月1日 - 金宮鐵道（後來為產業水泥鐵道（日语：産業セメント鉄道））此站至金田站之間開通，豐前大熊站至宮床站（該宮床站是在距離豐前大熊1.4公里的位置）之間開設糸田站。
- 1943年（昭和18年）7月1日 - 產業水泥鐵道被國有化。國鐵的宮床站改名為糸田站，與產業水泥鐵道的糸田站合併。
- 1945年（昭和20年）6月10日 - 此站至豐國站之間的貨物支線廢止。
- 1987年（昭和62年）4月1日 - 伴隨國鐵分割民營化，車站由九州旅客鐵道（JR九州）營運[3][4][5]。
- 1989年（平成元年）10月1日 - 此站變由平成筑豐鐵道管理。

## 車站構造
車站是一座地面車站，設有1面1線的單式月台，下行列車停站時會開啟右邊車門。此站是無人車站。此站的車站大樓（設計：黑土敏彥）設有愛稱「綠色圓頂糸田」。月台設有跨線橋前往路軌對面。

## 車站周邊
車站位於町內東部，以及中元寺川的右岸。車站附近設有皆添橋跨越中元寺川。車站東方與東北方設有大型團地。町公所距離車站900米。在車站東方2公里處設有伊田線糒站。
- 糸田町立糸田小學
- 糸田町立糸田中學
- 糸田町公所
- 日本郵政糸田郵局
- 西日本都市銀行糸田分店
- 宮床團地
- 福岡縣警（日语：福岡県警） 田川警署（日语：田川警察署） 糸田派出所
- 田川汽車學校
- 糸田町立綠丘醫院
- 二田水整形外科醫院
- 宮床藥品
- 超級市場川食糸田店
- 貴船神社
- 福岡県道405號香春糸田線
- 福岡縣道420號金田糸田田川線（日语：福岡県道420号金田糸田田川線）

## 相鄰車站
平成筑豐鐵道
■糸田線
松山（HC52）－糸田（HC53）－大藪（HC54）

## 注腳
1. ↑  九州鉄道百年祭実行委員会・百年史編纂部会 (编).  初版. 九州旅客鉄道. 1988: 65 （日语）.
2. ↑  廣岡治哉 『近代日本交通史 明治維新から第二次大戦まで』 法政大學出版局，1987年4月15日。ISBN 978-4588600173
3. ↑  九州鉄道百年祭実行委員会・百年史編纂部会 (编).  初版. 九州旅客鉄道. 1988: 181 （日语）.
4. ↑  『交通年鑑 昭和63年版』 交通協力會，1988年3月。
5. ↑  今村都南雄 『民営化の效果と現実NTTとJR』 中央法規出版，1997年8月。ISBN 978-4805840863

## 外部連結
- 糸田站 （页面存档备份，存于）（日語）（平成筑豐鐵道沿線情報網站）